# Mon chien, ce héros
Pour plus de détails, voir Fiche technique et Distribution.
Mon chien, ce héros (Good Boy!) est un film américain réalisé par John Robert Hoffman sorti en 2003.

## Synopsis
Owen est un jeune garçon de 12 ans, souffre-douleur de son école. Hubble, un chien , est son seul ami. Toutefois, Hubble est en réalité un agent intergalactique venu de la planète canine Sirius.

## Distribution

### Humains
- Liam Aiken : Owen Baker
- Kevin Nealon : Mr. Baker
- Molly Shannon : Mme. Baker
- Brittany Moldowan : Connie Flemming
- Paul Vogt : le vendeur

### Voix des animaux
- Matthew Broderick : Hubble
- Delta Burke : Barbara Ann
- Donald Faison : Wilson
- Brittany Murphy : Nelly
- Carl Reiner : Shep
- Vanessa Redgrave
- Cheech Marin